# Thalkirchdorf
Thalkirchdorf is een dorp in de Duitse Ortsgemeinde Oberstaufen, gelegen in de Landkreis Oberallgäu in de deelstaat Beieren.

## Beschrijving
Thalkirchdorf ligt in het Konstanzer Tal. Het wordt ook het Dorf der sieben Dörfer (Dorp van de Zeven Dorpen) genoemd, omdat het zelf weer uit zeven dorpen bestaat (Kirchdorf, Knechtenhofen, Konstanzer, Lamprechts, Osterdorf, Salmas en Wiedemannsdorf). In een leenboek uit Würzburg wordt in 1258 voor het eerst een dorp met de naam "Kilchdorf" vermeld. De bewoningsgeschiedenis gaat vermoedelijk echter verder terug, omdat al rond het jaar 250 een heerweg door het Konstanzer Tal liep, de Via Decia, die zich in de veertiende eeuw tot een economisch belangrijke route voor het transport van zout ontwikkelde.